# Староміщинська сільська рада
Старомі́щинська сільська́ ра́да — адміністративно-територіальна одиниця та орган місцевого самоврядування в Підволочиському районі Тернопільської області. Адміністративний центр — село Староміщина.

## Загальні відомості
- Територія ради: 2,25 км²
- Населення ради: 827 осіб (станом на 2001 рік)
- Територією ради протікає річка Збруч

## Населені пункти
Сільській раді підпорядковані населені пункти:
- с. Староміщина

## Склад ради
Рада складається з 14 депутатів та голови.
- Голова ради: Задорожний Борис Степанович

### Керівний склад попередніх скликань
| Прізвище, ім'я, по батькові | Основні відомості                                                               | Дата обрання | Дата звільнення |
| --------------------------- | ------------------------------------------------------------------------------- | ------------ | --------------- |
| Бабій Борис Якович          | Сільський голова, 1941 року народження, член Конгресу Українських Націоналістів | 26.03.2006   | 13.06.2010      |
| Задорожний Борис Степанович | Сільський голова, 1964 року народження, освіта середня спеціальна, безпартійний | 31.10.2010   |                 |

Примітка: таблиця складена за даними сайту Верховної Ради України

### Депутати
За результатами місцевих виборів 2010 року депутатами ради стали:

#### За суб'єктами висування
| Суб'єкт висування                     | Кількість обраних депутатів | %    |
| ------------------------------------- | --------------------------- | ---- |
| Самовисування                         | 8                           | 57,1 |
| Політична партія Народний Рух України | 6                           | 42,9 |

#### За округами
| № округу                              | Прізвище, ім'я, по батькові  | Дата визнання обраним | Освіта  | Партійна приналежність | Відомості про обраного депутата          |
| ------------------------------------- | ---------------------------- | --------------------- | ------- | ---------------------- | ---------------------------------------- |
| Політична партія Народний Рух України |                              |                       |         |                        |                                          |
| 4                                     | Ізограф Ольга Петрівна       | 05.11.2010            | середня | позапартійна           | Продавець                                |
| 5                                     | Хміль Володимир Ярославович  | 05.11.2010            | середня | позапартійний          | СГ ТОВ «Україна», тракторист             |
| 6                                     | Шепелюк Надія Богданівна     | 05.11.2010            | середня | позапартійна           | Пошта, листоноша                         |
| 9                                     | Гаврилюк Тарас Броніславович | 05.11.2010            | середня | позапартійний          | Підволочиська районна рада, водій        |
| 11                                    | Коменда Андрій Богданович    | 05.11.2010            | середня | позапартійний          | Волочиськ-спец-монтаж, монтажник         |
| 12                                    | Дузяк Віра Василівна         | 05.11.2010            | середня | позапартійна           | У підсобному господарстві                |
| Самовисування                         |                              |                       |         |                        |                                          |
| 1                                     | Мельник Любов Євгенівна      | 09.11.2010            | середня | позапартійна           | Староміщинська сільська рада, секретар   |
| 2                                     | Мархевка Богдан Васильович   | 05.11.2010            | середня | позапартійний          | ПП. «Бондар», зав складом                |
| 3                                     | Свідовий Іван Богданович     | 05.11.2010            | середня | позапартійний          | підприємець                              |
| 7                                     | Хоптяний Олег Іринейович     | 05.11.2010            | середня | позапартійний          | приватний підприємець                    |
| 8                                     | Баран Орест Володимирович    | 05.11.2010            | середня | позапартійний          | пенсіонер                                |
| 10                                    | Іщук Наталія Альбертівна     | 05.11.2010            | середня | позапартійна           | Староміщинська сільська рада, спеціаліст |
| 13                                    | Дворнік Борис Іванович       | 05.11.2010            | середня | позапартійний          | ТОВ, Загот-сервіс,, охоронець            |
| 14                                    | Доберчак Наталія Ярославівна | 05.11.2010            | вища    | позапартійна           | По догляду за дитиною                    |